# Dudusa minor
Dudusa minor är en fjärilsart som beskrevs av Alexander Schintlmeister 1993. Dudusa minor ingår i släktet Dudusa och familjen tandspinnare. Inga underarter finns listade i Catalogue of Life.